# 전갈과
전갈과는 전갈목의 하위 분류이다. 몸길이는 2cm~12cm이다. 온대 및 열대지역의 건조 지대에 주로 서식한다. 안드록토누스속(Androctonus), 켄트루오이데스속(Centruroides), 호텐토타속(Hottentotta), 전갈속(Mesobuthus), 레이우루스속(Leiurus), 파라부투스속(Parabuthus) 그리고 티티우스속(Tityus) 등의 맹독성 전갈이 속해 있으며 의학분야에서 중요한 20종 정도 역시 전갈과에 속한다. 한반도 북부에는 전갈(Mesobuthus martensii) 1종이 서식한다.